# Сапата (округ, Техас)
Шаблон:StateAbbr_ 27°00′ пн. ш. 99°11′ зх. д. / 27° пн. ш. 99.18° зх. д.
Округ Сапата (англ. Zapata County) — округ (графство) у штаті Техас, США. Ідентифікатор округу 48505.

## Історія
Округ утворений 1858 року.

## Демографія
За даними перепису 2000 року загальне населення округу становило 12182 осіб, зокрема міського населення було 8580, а сільського — 3602. Серед мешканців округу чоловіків було 5993, а жінок — 6189. В окрузі було 3921 домогосподарство, 3164 родин, які мешкали в 6167 будинках. Середній розмір родини становив 3,52.
Віковий розподіл населення поданий у таблиці:
| Стать    | До 15 років | 15-21 | 22-29 | 30-39 | 40-49 | 50-65 | 65-85 | Понад 85 |
| -------- | ----------- | ----- | ----- | ----- | ----- | ----- | ----- | -------- |
| Чоловіки | 1707        | 687   | 617   | 702   | 694   | 758   | 757   | 71       |
| Жінки    | 1652        | 696   | 623   | 782   | 675   | 847   | 831   | 83       |

## Суміжні округи
- Вебб — північ
- Джим-Гогг — схід
- Старр — південний схід
- Guerrero Municipality, Tamaulipas[en] — захід

## Виноски
1. ↑  U.S. Decennial Census. United States Census Bureau. Архів оригіналу за 26 квітня 2015. Процитовано 12 травня 2015.
2. ↑  Texas Almanac: Population History of Counties from 1850–2010 (PDF). Texas Almanac. Архів оригіналу (PDF) за 26 лютого 2015. Процитовано 12 травня 2015.
3. ↑  State & County QuickFacts. United States Census Bureau. Архів оригіналу за 2 лютого 2016. Процитовано 29 грудня 2013. [Архівовано 2016-02-02 у Wayback Machine.](англ.) Наведено за англійською вікіпедією.
4. ↑  American FactFinder. Бюро перепису населення США. Архів оригіналу за 26 лютого 2012. Процитовано 31 січня 2008. [Архівовано 2008-05-21 у Wayback Machine.]

| США | Це незавершена стаття з географії США. Ви можете допомогти проєкту, виправивши або дописавши її. |